# James Nichol Kirk
Pour les articles homonymes, voir Kirk et Nichol.
Ne doit pas être confondu avec James Tiberius Kirk.
James Nichol Kirk est un acteur canadien, né le 2 mai 1986  à Vancouver (Colombie-Britannique, Canada).

## Biographie
James Nichol Kirk décroche son premier rôle à dix ans en interprétant Oliver Twist au théâtre dans la comédie musicale Oliver! en 1997. Sa carrière ne débute vraiment qu'en 2000 avec la série télévisée Edgemont où il incarne Travis Deosdade.
Il tourne ensuite beaucoup de comédies américaines populaires comme Folles de lui de Mark Waters aux côtés de Freddie Prinze Jr. et Monica Potter ou de séries télévisées comme Dark Angel, Smallville (prequel de la tétralogie Superman avec Christopher Reeve et de la trilogie du même nom de Bryan Singer avec Brandon Routh), Dead Like Me, Killer Instinct, et Disparition (produit par Steven Spielberg) où il se fait enlever par des extraterrestres.
En 2003, il se retrouve à l'affiche de Destination finale 2 de David Richard Ellis dans le rôle de Tim Carpenter, adolescent de 15 ans poursuivit par la mort ; et X-Men 2 de Bryan Singer dans le rôle de Ronny Drake dénonçant son frère mutant par jalousie. Il ne réapparait pas dans les suites des deux films sortis en 2006, X-Men : L'Affrontement final de Brett Ratner et Destination finale 3 de James Wong.
En 2006, il joue dans Dr. Dolittle 3 de Rich Thorne, la suite direct-to-video de Dr. Dolittle de Betty Thomas en 1998 et Dr. Dolittle 2 de Steve Carr en 2001, tous deux avec Eddie Murphy, absent dans ce dernier. Dans ce troisième volet, Kristen Wilson incarne pour la troisième fois Lisa Dolittle, cette fois-ci centre du film. Il signe ses films sous le nom de James Kirk ou James N. Kirk.
Il est doublé en version française par Guillaume Orsat.

## Filmographie

### Films
- 1998 : Les Allumés du golf (Golf Punks) de Harvey Frost : Peter Wiley
- 1998 : You, Me, and the Kids : Tom
- 2000 : Once Upon a Christmas : Kyle Morgan
- 2001 : Folles de lui de Mark Waters : Tommy
- 2001 : FBI : Enquête interdite : Malcolm (jeune)
- 2002 : A Season on the Brink : Patrick Knight
- 2003 : Destination finale 2 de David Richard Ellis : Tim Carpenter
- 2003 : X-Men 2 de Bryan Singer : Ronny Drake
- 2005 : Two for the Money de D. J. Caruso : Denny
- 2010 : Frankie et Alice : Bobby

### Téléfilms
- 2000 : Le Village du Père Noël
- 2001 : La Fille du Père Noël : Kyle Morgan
- 2002 : Le Choix de l'amour (Due East) : Jack Purdue Junior
- 2002 : Bang ! Bang ! You're Dead : Cameron
- 2002 : Shadow Realm : Tim
- 2002 : La Porte de l'Au-delà (Living with the Dead) : Eddie Katz
- 2003 : La Chute des Héros : David Tyson
- 2004 : L'Étoile de Noël : Drew Simon
- 2004 : La Star et l'Enfant (Naughty or Nice) : Michael
- 2005 : Confessions d'une Adorable Emmerdeuse : Sébastien
- 2005 : Séduction criminelle
- 2005 : Cyclone Catégorie 7 : Tempête mondiale (Category 7: The End of the World) de Dick Lowry : Stuart Carr
- 2005 : F.B.I. : Negotiator : Freddy Harris
- 2006 : Dr. Dolittle 3 : Peter
- 2007 : La Spirale infernale (The Party Never Stops: Diary Of A Binge Drinker) : Colin
- 2008 : Piégée sur la toile (Web of Desire) : Jamie Randall
- 2011 : Béhémoth, la créature du volcan (Behemoth) : Jerrod Dietrich

### Séries télévisées
- 2000-2005 : Edgemont : Travis Deosdade
- 2001 : Dark Angel : Ben (jeune)
- 2001 : Sept jours pour agir : Maxwell (jeune)
- 2002 : Les Nuits de l'étrange : Tim
- 2002 : Disparition : Jesse Keys (jeune)
- 2003 : Smallville : Garrett Davis
- 2004 : Dead Like Me
- 2005 : Roméo! : Cal
- 2005 : Into the West
- 2006 : Killer Instinct